# Zakon.kz
Zakon.kz — казахстанское интернет-издание. Изначально основано в 1999 году как юридический ресурс и площадка для коммуникации юристов, экономистов и финансистов.
По данным Brand Analytics за 2023 год, Zakon.kz вошел в топ один среди 30 СМИ Казахстана по цитируемости в социальных медиа.

## Описание сайта
Имеет две версии: на русском языке и казахском. Даются новости по городам и странам, тематические разделы. Также есть радио и подкасты, раздел со ссылками на ресурсы и форумы для юристов и бухгалтеров.

## Собственники и руководство
Принадлежит ТОО «Компания ЮрИнфо». Совладельцы компании: Киселёв Сергей Владимирович и его жена Киселёва Анна Юрьевна (на 2019 год). Свидетельство о постановке на учёт сетевого издания № 15989-СИ выдано 6 мая 2016 года комитетом связи, информатизации и информации Министерства по инвестициям и развитию Казахстана.
- Главный редактор — Беляков Дмитрий Александрович[3].

## Оценки и рейтинги
Zakon.kz входит в число крупных и наиболее влиятельных новостных порталов Казахстана. По посещаемости попадал в тройку самых популярных казахстанских онлайн-изданий (SimilarWeb, 2019—2022), также был 23-м среди интернет-сайтов страны (30 апреля 2022 года, Alexa Internet). Позиционирует себя как солидное и относительно традиционное издание для экономистов, юристов и государственных служащих.
В феврале 2021 года — в топ-30 наиболее часто цитируемых в социальных сетях среди казахстанских СМИ по версии «Brand Analytics», заняв 1 место.
Кништоф Рыбински в 2018 году писал, что среди местных исследователей СМИ zakon.kz считается крайне надежным источником информации, где представлен хороший баланс точек зрения и соблюдаются журналистские стандарты. С другой стороны, Адиль Нусипов из ЦЕУ в 2019 году критиковал уровень свободы печати в Казахстане и предполагал, что zakon.kz предвзят и избегает репортажей на темы, которые противоречат риторике правительства.
В 2019 и 2022 годах Zakon.kz получал Национальную премию URKER-2019 в номинации «Лучший новостной портал года».